# Уорд, Уильям, 1-й граф Дадли
Уильям Уорд, 1-й граф Дадли (англ. William Ward, 1st Earl of Dudley; 27 марта 1817 — 7 мая 1885) — британский дворянин, землевладелец и благотворитель. Он носил титул учтивости — лорд Уорд с 1835 по 1860 год.

## Происхождение и образование
Родился 27 марта 1817 года в Эдвардстоне, Боксфорд, графство Саффолк. Сын Уильяма Уорда, 10-го барона Уорда (1781—1835), и Амелии (1797—1882), дочери Уильяма Коуча Пилланса.
Он получил образование в Итоне, Крайст-Черч, Оксфорд и Тринити-колледж в Оксфорде. Он играл первоклассный крикет в крикетном клубе Оксфордского университета в 1838—1842 годах.

## Карьера
6 декабря 1835 года он унаследовал титул лорда Уорда, став 11-м бароном Уордом. Его наследство включало Химли-холл и руины замка Дадли. В 1837 году его попечители приобрели поместье Уитли-Корт в Вустершире у Томаса Фоули, 4-го барона Фоли.
Уорд никогда не занимал никаких политических должностей, но в 1854 году служил полковником-командующим Вустерширского йоменри.
Между 1859 и 1877 годами Уорд оплатил всю реконструкцию и реставрацию Вустерского собора , и в соборе ему установлен памятник. В 1868 году он покрыл треть стоимости башни и шпиля церкви Святого Иоанна Крестителя в Хэгли . Он также был попечителем Национальной галереи и Национальной портретной галереи.
В 1860 году графство, принадлежавшее его родственнику, было возрождено, когда он был назначен виконтом Эднамом из Эднама в графстве Роксбург и графом Дадли из замка Дадли в графстве Стаффордшир.

## Личная жизнь

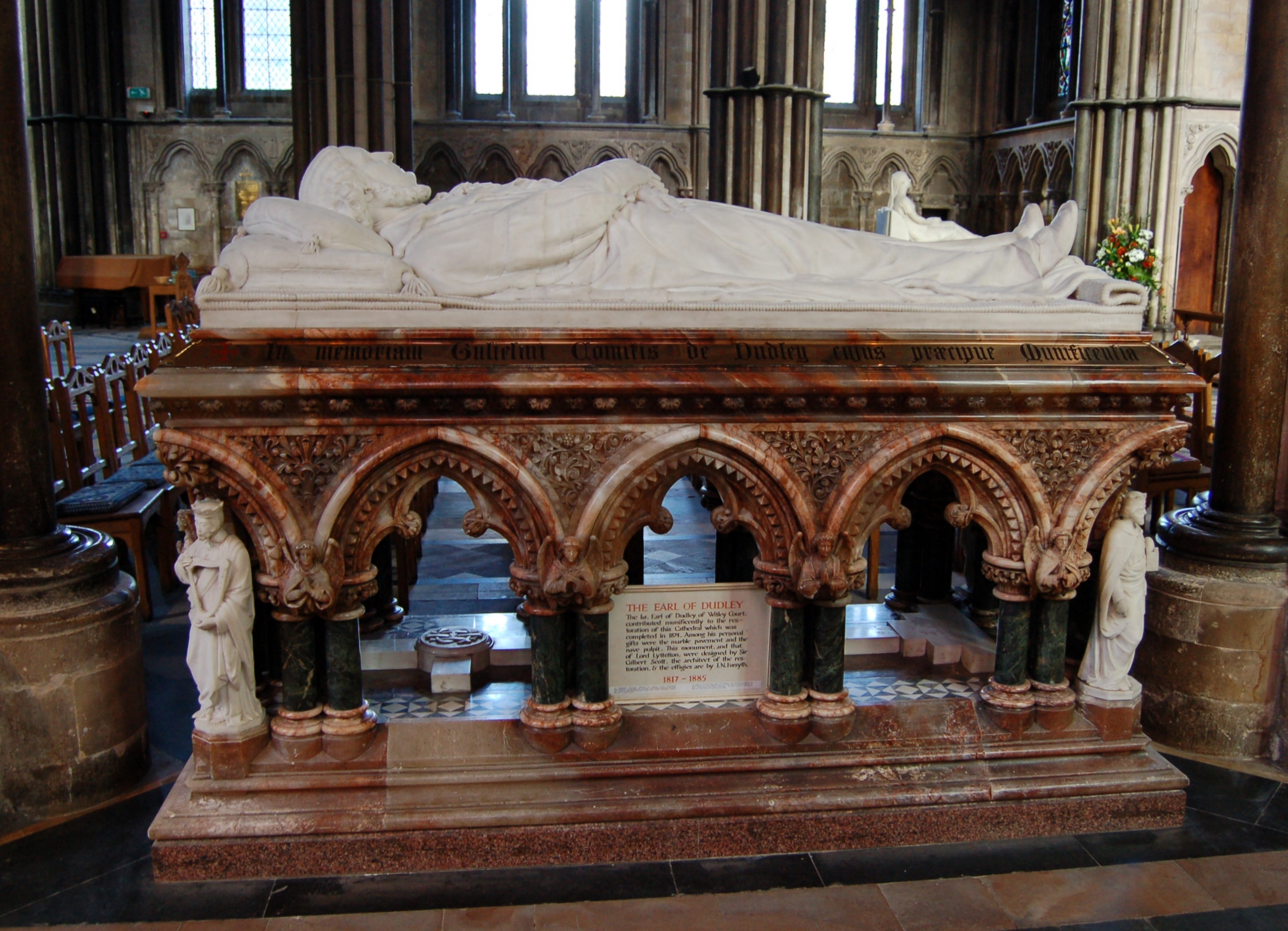
Надгробный памятник Уильяму Уорду, 1-му графу Дадли, в Вустерском соборе.

24 апреля 1851 года лорд Дадли женился первым браком на Селине Констанс (11 ноября 1829 — 14 ноября 1851), дочери Юбера де Бурга. Она умерла 14 ноября того же года в возрасте всего 22 лет. Детей от этого брака не было.
21 ноября 1865 года вторым браком он женился на Джорджине Элизабет Монкрейфф (9 августа 1846 — 2 февраля 1929), дочери сэра Томаса Монкрейффа, 7-го баронета, и леди Луизы Хей-Драммонд. Его невестка Гарриет Монкрейфф, которая несколько лет спустя, как леди Мордаунт, оказалась втянутой в нашумевшем деле о разводе, назвала его «кудрявым париком». Вместе Уильям и Джорджина были родителями шести сыновей и одной дочери:
- Уильям Хамбл Уорд, 2-й граф Дадли (25 мая 1867 — 29 июня 1932), сменивший своего отца и ставший видным консервативным политиком, женился на Рэйчел Герни, младшей дочери Чарльза Генри Герни.
- Достопочтенный Сэр Джон Хьюберт Уорд (20 марта 1870 — 2 декабря 1938), женившийся на Джин Темплтон Рид, дочери посла США Уайтлоу Рида[7]
- Достопочтенный Роберт Артур Уорд (23 февраля 1871 — 14 июня 1942), женившийся на леди Мэри Ачесон, дочери Арчибальда Ачесона, 4-го графа Госфорда, и леди Луизы Монтегю (дочери Уильяма Монтегю, 7-го герцога Манчестерского).
- Леди Эдит Амелия Уорд (16 сентября 1872 — 6 июня 1956), вышедшая замуж за Фредерика Глина, 4-го барона Вулвертона.
- Капитан достопочтенный Реджинальд Уорд (11 июня 1874 — 7 марта 1904), из Королевской конной гвардии.
- Капитан достопочтенный Сирил Огастес Уорд (31 января 1876 — 11 января 1930), женившийся на баронессе Ирен де Бриенен, дочери барона де Бриенена. Он принял участие в экспедиции Паркера в Иерусалим, отправившись в Иерусалим в 1909 году. Он служил в Королевском флоте во время Первой мировой войны. Он был объявлен банкротом в 1923 году и впоследствии переехал в Кению, где и умер[8][9].
- Достопочтенный Джеральд Эрнест Фрэнсис Уорд (9 ноября 1877 — 30 октября 1914), первоклассный игрок в крикет Крикетного клуба Мэрилебон[10], который служил в 1-м лейб-гвардии во время Первой мировой войны и погиб в бою[11] в Зандворде, Бельгия. Он женился на леди Эвелин Крайтон, дочери Джона Крайтона, 4-го графа Эрна, и леди Флоренс Коул (дочери Уильяма Коула, 3-го графа Эннискиллена).

Ему принадлежало 25 000 акров, причем большая часть его дохода поступала от 5 000 акров в Стаффордшир.
Уильям Уорд скончался 7 мая 1885 года в возрасте 68 лет в Дадли-хаусе, Парк-лейн, Мейфэр, в Лондоне, и первоначально был похоронен в мраморном саркофаге в склепе церкви Святого Михаила и всех ангелов в Грейт-Уитли, Вустершир. Позже его останки были перенесены в Вустерский собор, где ему был установлен надгробный памятник. Графиня Дадли пережила своего мужа более чем на сорок лет и умерла в феврале 1929 года в своем доме в Пембрук-Лодж, Ричмонд-Парк в возрасте 82 лет, проведя более половины своей жизни вдовой.